# Märkisch Luch
Märkisch Luch – gmina w Niemczech w kraju związkowym Brandenburgia, w powiecie Havelland, wchodzi w skład urzędu Nennhausen.

## Dzielnice
- Barnewitz
- Buschow
- Garlitz
- Möthlow